# Source Filmmaker
Source Filmmaker (muitas vezes abreviado como SFM) é uma ferramenta de software de computação gráfica 3D publicada pela Valve para a criação de filmes de animação, que utiliza o motor Source.  O Source Filmmaker foi usado para criar muitos curtas animados baseados na comunidade para jogos populares do Source, como Team Fortress 2, a série Left 4 Dead e Half-Life 2.

## Visão geral
O Source Filmmaker é uma ferramenta para animar, editar e renderizar vídeos animados em 3D usando recursos de diferentes jogos que usam o mecanismo Source, recursos como sons, modelos e cenários. O SFM também permite a criação de imagens estáticas, arte e pôsteres. 
O SFM inclui três interfaces de usuário diferentes e uma "câmera de trabalho" para visualizar uma cena ativa. As três interfaces são usadas para criar clipes, controlar animações e fazer ajustes finos que incluem:
- Clip Editor (editor de clipes); para gravar, editar e organizar fotos. [7] [8] Eles mantêm a jogabilidade gravada e os ativos virtuais do usuário. [9] Também permite ao usuário colocar e organizar arquivos de som e filtros de vídeo. [10]
- Motion Editor (editor de movimento); para ajustes de movimento ao longo do tempo, como mesclar duas animações. Os usuários também podem usar predefinições de movimento para selecionar caminhos e manipular diferentes objetos de cena, [11] reproduzir clipes em momentos diferentes [12] e manipular os personagens em diferentes posições e quadros. [13]
- Graph Editor (editor de gráficos); para edição de movimento [14] criando quadros-chave que podem ser usados para animação pose a pose. [15]

Os usuários podem criar novos projetos ou importar dados de jogos baseados no Source para estender suas animações SFM. O SFM também suporta vários efeitos e técnicas cinematográficas, como desfoque de movimento, efeitos Tyndall, iluminação dinâmica e profundidade de campo. Os usuários também podem equipar personagens 3D e usar cinemática inversa para animar manualmente os movimentos.

## Produção e atualizações

### Pré-lançamento
O SFM foi desenvolvido internamente na Valve em 2005 e derivado da ferramenta de reprodução de demonstração do jogo encontrada no Source. O SFM foi usado com sucesso para fazer trailers de Day of Defeat: Source com efeitos experimentais que não puderam ser alcançados em tempo real.  A ferramenta foi usada extensivamente para certos materiais promocionais para o lançamento do Team Fortress 2, particularmente os recursos Meet the Team.  Esta versão do SFM, que rodava usando a estrutura de ferramentas do jogo da Source, vazou acidentalmente durante o beta público do Team Fortress 2 em setembro de 2007.  Em 2010, toda a interface foi reimplementada usando o Qt 4 e recebeu sua ramificação de mecanismo para desenvolvimento posterior.
Antes do SFM ser lançado ao público, o Team Fortress 2 carregava uma versão simplificada do SFM conhecida como "Replay Editor", que se limitava a capturar os eventos reais que aconteciam ao longo da vida de um jogador. Não fornecia capacidade de modificar ações, repetir segmentos ou aplicar efeitos especiais além daqueles já usados no jogo. No entanto, ângulos de câmera arbitrários eram possíveis, como rastrear os movimentos de outros jogadores em ação no momento. O Replay Editor também permitia que os usuários enviassem vídeos completos para o YouTube. 
Em 27 de junho de 2012, o SFM tornou-se disponível de forma limitada através do Steam, no mesmo dia em que o vídeo final Meet the Team "Meet the Pyro" foi lançado.  A versão beta aberta para Windows foi lançada Desde 11 de julho de  2012.  

### Outras atualizações
Em 1º de abril de 2013, a Valve implementou suporte para o Steam Workshop, que permite aos usuários fazer upload de seus item personalizados na comunidade Steam. Esses recursos variam de modelos de videogame e som a arquivos de projeto de animação. 
Uma versão do SFM para o mecanismo Source 2 da Valve foi lançada em 15 de maio de 2020, junto com outras ferramentas de desenvolvimento para Half-Life: Alyx. 